# المشهد الثقافي لبلاد كونسو
المشهد الثقافي لبلاد كونسو - إثيوبيا
هي أرض قاحلة حجرية منبسطة تبلغ مساحتها 55 كيلومترًا مربعًا، تضم مسلات في مرتفعات كونسو في إثيوبيا، وتشكل نموذجًا مذهلاً للتقاليد الثقافية الحية التي ترقى إلى 21 جيلاً (أكثر من 400 سنة) وتتكيف مع البيئة الجافة القاسية. ويشهد المكان على القيم المشتركة والتضامن الاجتماعي والمعارف الهندسية  لهذه الجماعات. ويتضمن أيضًا تماثيل خشبية – عبارة عن مجسمات توضع على مدافن زعماء هذا المجتمع القبلي تجسيدًا لأعمال بطولية - في شهادة حية استثنائية لتقاليد الجنازات التي هي على وشك الزوال. والتماثيل الحجرية في المدن هي تعبير عن نظام مركب يحيي تعاقب أجيال من القادة.